# Resident Evil 4
Resident Evil 4 je survival horror pucačina u trećem licu koju je razvio Capcom Production Studio 4, a koju su izdali mnogi izdavači, među njima Capcom, Ubisoft, australski Nintendo, Red Ant Enterprises i THQ. Ovo je 6. igra u seriji Resident Evil.

## Radnja igre

### Leon
Leon putuje s dva španjolska policajca prema nepoznatome selu (Pueblo) kroz šumovitu cestu. Kada prijeđu viseći most, jedan policajac reče Leonu da je selo malo dalje ispred, Leon kaže da će on baciti pogled okolo. Dva policajca malo uplašena kažu da će ostati jer "ne žele dobiti nikakve kazne za parking". Stari hrđavi kamion blokira put prema selu, stoga Leon krene tražiti vlasnika. Uđe u obližnju kuću u kojoj nađe starog seljaka pored kamina, pokaže mu fotografiju otete predsjednikove kćeri Ashley Graham, no seljak ljutito odvrati na španjolskom: "¿Qué carajos estás haciendo aquí? ¡Lárgate, cabrón!" ("Što radiš ovdje? Gubi se!") i posegne za sjekirom te napadne Leona. Preko walkie-talkiea mu se javi navigatorica Ingrid Hunnigan i pita ga što se dogodilo, Leon kaže da se susreo s lokalnim neprijateljem i da nije imao izbora nego ga neutralizirati. Kamion koji je blokirao put se odjednom upali i jurne prema automobilu u kojem su policajci, kamion se zaleti i sruši sebe i policajce u riječne slapove. Leon dođe do centra sela i vidi jednog od policajca zabijenog na drveni kolac u vatri te ga potom napadnu seljaci. Leon trkom bježi u kuću i zabarikadira se, ubrzo mu ponestane streljiva i neočekivano ga spasi crkveno zvono koje je počelo zvoniti. Kada su seljaci (zvani Los Ganados) čuli zvono, svi su spustili oružja i kao hipnotizirani krenuli prema crkvi. Leon izađe iz kuće i čudi se gdje su svi pošli, potom krene prema vratima kroz koja su seljaci ušli, ali su zaključana. U jednoj od kuća čuje lupanje iz ormara, otvorivši ih, iz njega padne zatočeni Luis Sera. Šef Bitores Mendez uđe u kuću i zarobi Leon i Luisa. Leonu je tijekom tog vremena ubrizgan Plaga parazit. Obojica se probude u maloj prostoriji, Luis kaže Leonu da je on bivši policajac, kao što je i Leon bio u Raccoon Cityju. Nakon bijega, Leon sretne tajanstvenog ganadosa, poznat kao Trgovac (eng. The Merchant), koji Leonu daje naoružanje i savjete. Leon se vrati svojoj misiji i prolazi kroz jezero gdje vidi drugog mrtvog policajca bačenog u vodu i gdje se bori protiv ogromnog mutiranog vodozemca del Laga. Leon usmrti stvorenje, ali je iscrpljen i onesvijesti se. U povratku svijesti, Ingrid mu se ponovno javi i kaže da je prošlo 6 sati nakon njezinog posljednjeg poziva, Leon pronađe ključ za vrata crkve u kojoj je Ashley držana. 
Na putu prema crkvi, seljaci zatvore Leona u mali ograđeni prostor i izvuku velikog diva El Gigantea, tijekom borbe se pojavi pas koji odvlači pažnju divu jer je Leon prije oslobodio tog psa iz zamke. Dok bježi iz crkve s Ashley, naiđe na glavnog vođu grupe Los Illuminados: Osmunda Saddlera. Saddler im reče o parazitima koji rastu u njima. Ashley i Leon pobjegnu od Saddlera i krenu prema točki izvlačenja (extraction point) gdje će ih helikopter pokupiti. Leon se drugi put susretne s Luisom u kabini gdje ih zaskoči naizgled beskrajna gomila Ganadosa. Kada napad završi, Luis se odvoji od Leona. Međutim, Leon saznaje da je helikopter uništen. Pronađe pismo koje je vjerojatno napisao Mendez, govori o tome da američki agent (Leon) nema izbora nego proći kroz jedan od dva prolaza, lijevi sadrži barijeru punu seljaka, a desni drugog El Gigantea. Leon dođe do vrata koja vode izvan sela, ali na vratima je skener očne mrežnice, pa Leon pođe tražiti Mendeza (koji ima lažno oko) i njih dvoje se bore u napuštenoj klaonici. Leon uzme Mendezovo lažno oko i iskoristi ga za otvaranje vrata. Ingrid kaže da će poslati drugi helikopter, stoga Leon i Ashley misle da mogu naći prikladni zaklon dok pilot ne stigne. Pogriješili su.
Ashley i Leon odluče se pritajiti u dvorcu gdje su napadnuti katapultima. Kada se njih dvoje spase, Luis se ponovo pojavi i kaže im da su se jajašca izlegla u njihovim tijelima. Kada uđu u dvorac, predstavi im se patuljasti vlasnik: Ramon Salazar, koji je i 8. kastelan dvorca obitelji Salazar. Kada Leon i Ashley dođu do glavnog hodnika dvorca, Ashley počne kašljati krv, što ju uznemiri i zatim potrči dalje od Leona i biva zarobljena u jednoj od zamka. Dok Leon traži Ashley, on se sretne s Adom Wong, koja je preživjela uništenje Umbrellinog podzemnog labosa. Leon se poslije bori s Novistadorima koje je Salazar pustio u odvodnom kanalu. Kada Leon pronađe Ashley, Luis dođe s lijekom koji može usporiti rast parazita i s uzorkom Plage za američku vladu, no Saddler ubije Luisa i uzme uzorak. Leon spasi Ashley, ali se zakune da će osvetiti Luisovu smrt. Ashley ne može pronaći put do Leona, pa mora sama. Kako god, Ashley je ponovo uhvaćena i poslana u vojni otok, Leon je prisiljen ići tamo zajedno s Adom nakon što je porazio Salazara. Nakon mnogih prepirki sa Saddlerovim saveznicima (uključujući Jacka Krausera i U-3), Leon uspješno spasi Ashley i pobjegne od Saddlera s Adinom asistencijom. 
Nakon napete žestoke borbe protiv Saddlera, Leon ga ubije bacačem raketa. Pronađe uzorak, ali ga Ada prisili da joj ga da. Ada pobjegne s otoka helikopterom, ostavljajući Leona i Ashley da se posluže pomoću jet-skija.

### Ada
Ada dolazi u selo vjerojatno u isto vrijeme kad i Leon. Nakon što je onesposobila dva seljačka napadača, Adu kontaktira Wesker i reče joj da pozvoni crkveno zvono da umiri seljake. Tada primijeti Leona koji je upao u zasjedu seljaka. Potom Ada krene prema crkvi izbjegavajući kontakt s Leonom, te uspješno pozvoni zvono koje spasi Leona od napada Ganadosa. 
Ada pretražuje knjige i podatke o seljacima u kući Bitoresa Mendeza, gdje primi još jedan poziv od Weskera. Obavijesti ju o doušniku zvan Luis Sera, kojeg su uhvatili Ganadosi i stavili zatočenog u kuću. Otkad Ada treba dobiti pristup uzorku parazita Plage, prisiljena je izbaviti Luisa. Ada stiže upravo na vrijeme da vidi gdje seljaci premještaju Leona i Luisa na novo mjesto. Na svom putu nazad prema Bitoresovoj kući, vidi Mendeza kako davi Leona, stoga Ada intervenira i kroz prozor tri puta upuca Mendeza u leđa, čime ju on opazi te se zaleti prema njoj kroz prozor, ponovno spašavajući Leona. Nakon toga, Ada bježi iz kuće i Ganado ju pogodi strelicom za uspavljivanje. Probudi se nakon što ju je Ganado htio žrtvovati sjekirom. Poslije toga sretne Luisa kako izlazi iz kabine u kojoj su se on, Leon i Ashley sakrili od zasjede, kaže joj da ide po uzorak. 
Ada se kasnije otkrije Leonu u dvorcu i nakon kratkog razgovora pobjegne u vrtni labirint gdje dobiva Weskerovu poruku koja govori da dobije uzorak od Luisa, i ako sretne Leona, treba ga eliminirati. Iako dajući sve od sebe da izbjegne Leona, nađe Luisa s uzorkom baš kada ga Saddler ubije i preuzme uzorak. 
Ada i Krauser se sretnu u radio tornju. Wesker ju nazove i informira da je Krauseru sada ostavljen zadatak da ubije Leona. Ada pronađe njih dvoje u borbi i sekundama prije nego što ga je Krauser skoro probo u srce, pištoljem mu izbije nož iz ruke. Nakon što se Leon borio s Krauserom, Ada izvijesti da je Krauser mrtav. Potom nađe Leona koji je privremeno pod kontrolom Plage, zbog toga ju Leon pokuša napasti. Ubrzo, nakon što ju napadne, nitko drugi nego mutirani Krauser, koji zapravo nije pao u borbi s Leonom. Ne želeći imati posla s izvješćem o tome da je živ čovjek mrtav Weskeru, Ada porazi Krausera jednom zauvijek. 
Ada onda dođe do prostorije u kojoj bi se Ashley trebala kontaminirati i odvlači pažnju Saddleru, čime Leon i Ashley mogu pobjeći. Misleći da je porazila Saddlera, Ada uzme uzorak, ali ju Saddler potiho napadne. Nakon što ju Leon oslobodi, Ada trči do bacača raketa, asistira Leonu i dobaci bacač. Ada zaprijeti Leonu i kaže joj da joj da uzorak. Pomoću helikoptera pobjegne iz otoka i da Leonu ključ za jet-ski, jer je Ada namjestila eksplozive za uništenje otoka. U posljednjoj sceni svojih izvješća, Ada kaže da organizacija za koju radi želi uzorak za sebe, te joj je naređeno da se pravi kao da radi za Weskera, što je njoj bilo "zabavno" i namjerava mu poslati potpuno drukčiji uzorak. Kaže da "Wesker nije glup, točno je znao što Organizacija planira i da je misija možda gotova, ali je borba tek počela.".

## Igranje
Igrač kontrolira Leona S. Kennedy-a iz treće osobe, iz perpspektive preko-ramena. Igranje se fokusira na akciju i pucnjavu nagomilanih hordi neprijatelja u velikim otvorenim prostorima. Kamera se fokusira iza Leonovog desnog ramena i zumira preko-ramena kada se cilja s oružjem. Za razliku od prethodnih RE igara, ovaj nastavak ima laserski ciljnik kao dodatak koji dopunjuje realnost, laser omogućuje igraču da lako mijenja smjer ciljanja u bilo kojem vremenu. Metak utječe na protivnike baš na određeno mjesto gdje su pogođeni: pucnjevi u nogu mogu srušiti neprijatelja na tlo, dok pucnjevi u ruke mogu izbiti oružja iz ruke.
Još jedan novi aspekt igre Resident Evil 4 su kontekstno-osjetljive kontrole. Temeljeno na situaciji, igrač može djelovati na aspekte okoliša/okruženja: rušenje ljestava, skakanje kroz prozor, ili izbjegavanje neprijateljevog napada. Također, igra sadrži događaje-brzog vremena (quick-time events), u kojim igrač treba stisnuti ili stiskati tipke pokazane na ekranu da izvrši pokrete kao što su trčanje od kotrljajuće stijene, hrvanje s protivnikom da bi ostao živ itd. To se većinom pojavljuje u boss-borbama gdje igrač mora izbjeći trenutne napade. 
Najčešći i glavni neprijatelji su nasilni seljaci nazivani Los Ganados. Ganadosi se mogu izmicati Leonovim napadima, drže oružja za blisku borbu i projektile, sposobni su komunicirati i raditi u skupini. 
Inventar u igri prikazuje mrežasti sistem, koji predstavlja attaché kofer, u kojem svaki predmet zauzima određenu veličinu prostora. Kofer se može povećavati nekoliko puta, čime ima više prostora. Oružja, streljivo i stvari za liječenje se drže u koferu, dok se ključevi drže u drugom dijelu. Stvari se mogu kupovati i prodavati trgovcu koji se pojavljuje kroz igru u raznim lokacijama. On prodaje sprejeve za prvu pomoć, oružja, može pojačavati oružja i kupuje razno blago koje Leon pronalazi. Svako oružje ima svoje prednosti i neprednosti, a dijele su sačmarice, snajpere, pištolje, raketne i mino-bacače, samostreli su isto dostupni u igri. Valuta kojom se prodaje i kupuje u igri je španjolska pezeta.
Capcom je dodao nove sadržaje napravljene specifično za PlayStation 2, koji su se kasnije stavili i u PC i Wii. Najveći dodatak je "Separate Ways", mini-igra u kojoj je glavni lik anti-heroina Ada Wong i njezina misija je pribaviti uzorak Plage. Ostale mini-igre su "The Mercenaries" i "Assignment Ada" u kojem ona isto mora uzeti sve uzorke Plage na otoku, kada igrač završi te igre, otključaju se nova oružja, kostimi itd.

## Razvoj

### Otkazane verzije (Resident Evil 3.5)
Prvi put najavljen u ranom prosincu 1999., Resident Evil 4, koji je izvorno planiran da bude posljednji nastavak serijala, prošao je kroz dugotrajno vrijeme razvoja u kojem su bile predložene četiri verzije kasnije odbačene. U početku razvijan za Sony PlayStation 2, prvi pokušaj režirao je Hideki Kamiya nakon što je producent Shinji Mikami od njega zahtijevao da napravi novi ulazak u serijal Resident Evil. Oko prijelaza milenija, pisac serijala Noboru Sugimura izradio je scenarij za naslov temeljen na Kamiyinoj ideji da naprave "cool" i "pomodnu" akcijsku igru. Priča se temeljila na raspletu misterija protagonista Tonyja, nepobjedivog čovjeka s vještinama i intelektom većim od normalnih ljudi, sa svojim nadljudskim sposobnostima objašnjenih pomoću biotehnologije. Kako je Kamiya osjećao da lik nije izgledao dovoljno hrabro i junački u borbama s fiksnog kuta, odlučio je odbaciti unaprijed automatski iscrtani okoliš iz prethodnih nastavaka i umjesto toga je stavio dinamični virtualni sustav kamere. Nova režija zahtijevala je od ekipe da otputuju u Europu, gdje su proveli 11 dana u Ujedinjenom Kraljevstvu i Španjolskoj, fotografirajući stvari kao što su gotički kipovi, cigle i kamene pločnike za izradu tekstura u igri. Iako su developeri pokušali napraviti "cool" temu u svijetu Resident Evila, Mikami je osjetio da je to previše odlutalo od korijena survival horror serijala i postepeno je uvjerio članove osoblja da stvore igru neovisnu o tome. Kamiya je s vremenom prenapisao priču koja će biti smještena u svijet pun demona i ime junaka će biti promijenjeno u Dante. Uloga likova ostala je uglavnom identična Sugimurinom scenariju, premda su majka i otac junaka, u drugoj kasnijoj verziji Umbrellinog osnivača Lorda Ozwella E. Spencera, ispisani iz priče. Novi naslov igre je otkriven kao Devil May Cry, izdan za PlayStation 2 u studenom 2000., rezultirajući vlastitom franšizom.
Razvoj Resident Evila 4 ponovno je započet krajem 2001. Prva službena najava igre napravljena je u studenom 2002., kao jedna od pet igara ekskluzivno razvijenih za Nintendo GameCube od Capcom Production Studia 4. Ovu reviziju, najčešće nazivanom "maglastom verzijom" ("fog version"), režirao je Hiroshi Shibata i bila je 40 posto gotova tijekom tog vremena. Igra je prikazivala Leona S. Kennedyja koji se očajno bori da bi preživio nakon što su ga infiltrirali u Umbrellino glavno sjedište u Europi i tradicionalna čudovišta Resident Evila kao što su zombiji. Tijekom toka nove priče koju je ponovo napisala Sugimurina kompanija za tvorbu scenarija Flagship, Leon je postao zaražen virusom Progenitor i imao je skrivenu moć u svojoj lijevoj ruci. Producent konačne verzije također je istaknuo da se Ashley tada nije pojavljivala, iako je postojala drugačija cura koja nikad nije otkrivena javnosti. Igra je trebala sadržavati neke elemente iz perspektive prve-osobe.
Na E3 2003., još jedna revizija je objavljena najviše poznata sada kao "verzija s čovjekom-kukom" ("hook man version"), iako je službeno nazvana Maboroshi no Biohazard 4 (幻の「バイオハザード4, doslovno znači "Halucinacija Biohazard 4") na tajnom DVD-u Biohazarda 4 (Biohazard 4 Secret DVD). Tijekom Mikamijevog uvoda foršpana/trailera, uvjerio se da se razvoj odvijao veoma glatko i tvrdio je da je igra strašnija nego ikad, s time da je upozoravao igrače s izjavom "Nemojte se upišati u gaće!". Mjesto radnje je bila ukleta zgrada u kojoj je Leon ugovorio bizarnu bolest i borio se s paranormalnim neprijateljima, poput srednjovjekovnih viteških odjela, živih lutaka i čovjeka naoružanog s kukom koji je izgledao kao duh. Igra je imala nadzemaljski osjećaj, sadržavajući elemente poput retrospekcija i halucinacija koje su bile označene plavkastom nijansom i drhtavom kamerom. Također je prikazivala razne gameplay mehanike koje su bile prisutne do posljednje objave, poput kamere smještene preko-ramena i laserskog ciljnika za ciljanje u borbama. Ostala obilježja, kao što su izbori odgovora u dijalogu, su kasnije uklonjeni. Iako u konačnici otpisano, pet minuta snimke igranja ove verzije je izdano na tajnom DVD-u Biohazarda 4 (Biohazard 4 Secret DVD), japanski unaprijed naručeni bonus objavljen u siječnju, 2005.
Sudeći prema "Dnevniku luđaka" (luđak u pitanju je zaraženi Leon koji postepeno ima više i više poteškoća s razdvajanjem stvarnosti i halucinacija, i s ispitivanjem svog duševnog zdravlja) prikaz izdan u posvećenom časopisu UK GameCubea CUBE, igra će biti smještena u događajima poslije Resident Evila: Veronice, s time da je Leon u glavnoj ulozi i treba spasiti Sherry Birkin (lik iz Resident Evila 2) iz Umbrellinog europskog postrojenja koje je kolijevka virusa Progenitor; Chris i Claire Redfield su također trebali igrati ulogu u priči, kao što je i virus Tyrannt. Ovaj prikaz napisao je CUBE i nije imao nikakve veze s timom za razvoj, i kao takav nije u stvarnoj priči iza igre. Verzija s halucinacijom imala je samo osnovni koncept priče, s time da je odbačen prethodni scenarij kojeg je napisao Noboru Sugimura. 2012., pisac scenarija nastavka Resident Evil 3: Nemesis rekao je da je on odgovoran za ovu verziju, kako je htio Biohazard 4 napraviti strašnijim i "predložio je korištenje zasebne scene iz filma Izgubljene duše (Lost Souls), u kojoj glavni lik [...] se iznenada nađe u napuštenoj zgradi sa slobodnim ubojicom. Dogovorena verzija ove ideje se eventualno pretvorila u Hook Mana. Ideja je prošla kroz nekoliko iteracija jer smo ja i Sugimura pažljivo rafinirali ovaj svijet (za kojeg ja moram reći da je bio jako romantičan). Leon infiltrira Spencerov dvorac tražeći istinu, dok se duboko unutar laboratorija nalazi mlada djevojka koja se probudi. Popraćeni s BOW (skraćenica za "Bioorgansko oružje", eng. "Bio-Organic Weapon") psom, dvojica započnu svoj put prema dvorcu. Nažalost, bilo je puno prepreka koje su se trebale prevladati i cijena razvoja smatrana je veoma skupom. "Kawamura je nadodao da mu je bilo jako žao i da se čak posramio" to što je Mikami trebao zakoračiti i odbaciti ovu verziju. Nakon ovog pokušaja, posljednja otkazana revizija je prikazivala klasične zombije opet. Međutim, ukinuto je nakon par mjeseci, i prije nego što je to ikad pokazano u javnosti, jer su developeri osjećali da je bilo previše šablonski. 
Nešto od sredstva iz odbačenih verzija je prenošeno do zadnje verzije igre, a nešto je otišlo u Capcomovo izdanje za survival horror igru iz 2004. Haunting Ground. Ideja virusa Progenitor je kasnije ponovo iskorištena u nastavku Resident Evil 5 i Spencer Estate postalo je smještaj za Resident Evil 5 DLC paket (samo s Chrisom Redfieldom i Jill Valentineom).

### Konačna inačica
Prateći to, odlučeno je da se žanr igre promijeni u ponovni izum serijala. Mikami je od Shibate preuzeo redateljske dužnosti i počeo je raditi na verziji koja je izdana. U kasnijem intervjuu, spomenuo je da je bio pod velikim pritiskom Capcoma, koji mu je prijetio s otkazivanjem serijala ako se igra ne bi dobro prodavala. Sudeći prema na na-novo dodijeljenom producentu Hiroyukiju Kobayashiju, ekipa za razvoj se osjećala depresivno, te ih je bilo teško motivirati nakon što je fokus igre odletio s horora na akciju. Iako je Mikami zahtijevao da sistem kamere bude potpuno prerađen, članovi osoblja imali su rezervacije za velike promjene serijala kojeg je on stvorio. S vremenom, intervenirao je, objasnio svoje predložene promjene i napisao novu priču za naslov koji nije, poput prijašnih nastavaka, bio usmjeren na tvrtku Umbrellu. Nadahnut s igrom Onimusha 3: Demon Siege, koju je Mikami uživao igrati, ali je osjećao da bi mogla biti bolja s drugčijeg kutka, odlučio je staviti kameru iza igrivog lika. Da ide zajedno s pričom i načinom igranja, nova vrsta neprijatelja zvan "Ganado" je kreirana za razliku od prethodnih igara Resident Evila koji su samo koristili nemrtve. Osim toga, producenti su potrošili dodatni detalj da modificiraju i ažuriraju likove koji su se prije pojavljivali u seriji. U dokumentarcu koji objašnjava koncepciju likova igre, dizajner igre izjavio je kako je namjeravao napraviti da Leon Kennedy "izgleda snažnije, ali i cool".
Engleski glasovni glumci igre su snimali svoje dijelove u četiri sjednice, preko tri do četiri mjeseca. Capcom je unajmio Shinsaku Oharu kao prevoditelja skripte igre i koordinatora preko glasa. Kao dodatak u glasovnom glumljenju, dizajner igre napravio je svaku filmsku sekvencu detaljnom tako da je izrazi lica likova odgovaraju tonu glasovnog glumca. 
Izjavljeno je da na 31. listopada 2004. će Resident Evil 4 doći na PS2 u 2005., navodeći povećani profit, mijenjanje stanja tržišta i povećano zadovoljstvo potrošača kao ključni razlozi. Verzija za PS2 uključivala je nove prikaze, najviše pod-igru s Adom Wong. 1. veljače, 2006., Ubisoft je najavio da će izdavati igru na PC-u za Microsoft Windowse. 4. travnja 2007., verzija za Wii je najavljena i pokrenuta kasnije u istoj godini.

## Vanjske poveznice
- Službena stranica  Arhivirana inačica izvorne stranice od 28. prosinca 2004. (Wayback Machine)
- Službena stranica  Arhivirana inačica izvorne stranice od 4. srpnja 2006. (Wayback Machine) (PS2)
- Resident Evil 4 na MobyGames
- Resident Evil 4 na IMDb.
- Resident Evil 4 na IMFDb.